# Werner von Siemens Ring

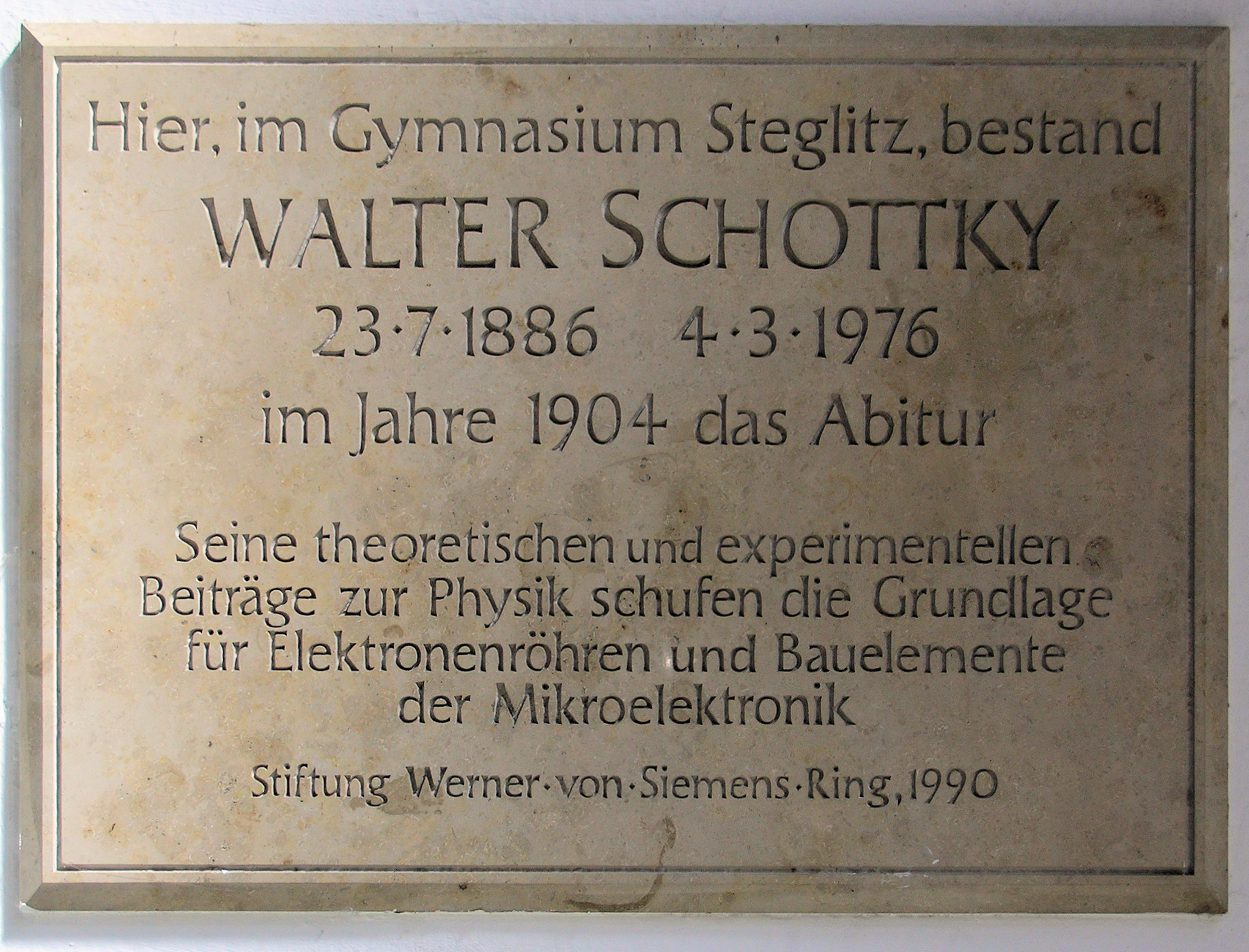
Placa en memoria del certificado de estudios secundarios de Walter Schottky en Berlín-Steglitz, Fundación Werner von Siemens Ring, 1990.

El Anillo Werner von Siemens (ortografía alemana: Werner-von-Siemens-Ring) es uno de los premios más altos para ciencias técnicas en Alemania. Ha sido otorgado de 1916 a 1941 y desde 1952 cada tres años por la fundación Stiftung Werner-von-Siemens-Ring. La fundación se estableció el 13 de diciembre de 1916 con ocasión del 100 aniversario del nacimiento de Werner von Siemens. Está localizada en Berlín y es tradicionalmente dirigida por el Deutscher Verband Technisch-Wissenschaftlicher Vereine (DVT) (la Federación Alemana de Asociaciones Técnicas y Científicas). Antes de 1960, el nombre del premio era sencillamente Anillo de Siemens (en alemán: Siemens-Ring o Siemensring).
El premio es un anillo de oro con esmeraldas y rubíes, representando hojas y frutos de laurel. Se presenta en un estuche individual que lleva el retrato de Werner von Siemens y la dedicación al premiado.
Según los estatutos, el patrón del consejo de la fundación es el presidente de Alemania, y el presidente del Physikalisch-Technische Bundesanstalt (Instituto Federal Físico-Técnico) es el presidente ejecutivo del consejo de la fundación. El Consejo vota por los premiados. Los miembros del consejo son los portadores del anillo y representantes de sociedades científicas y técnicas.

## Receptores
Fuente: Fundación del Anillo Werner von Siemens
- 1916 Carl von Linde
- 1920 Carl Auer von Welsbach
- 1924 Carl Bosch
- 1927 Oskar von Miller
- 1930 Hugo Junkers
- 1933 Wolfgang Gaede
- 1937 Fritz Todt
- 1941 Walther Bauersfeld
- 1952 Hermann Röchling
- 1956 Jonathan Zenneck
- 1960 Otto Bayer, Walter Reppe, Karl Ziegler
- 1964 Fritz Leonhardt, Walter Schottky, Konrad Zuse
- 1968 Karl Küpfmüller, Joachim Siegfried Meurer
- 1972 Ludwig Bölkow, Karl Winnacker
- 1975 Wernher von Braun, Walter Bruch
- 1978 Rudolf Hell
- 1981 Hans Scherenberg
- 1984 Fritz Peter Schäfer
- 1987 Rudolf Schulten
- 1990 Artur Fischer
- 1993 Eveline Gottzein
- 1996 Carl Adam Petri
- 1999 Dieter Oesterhelt
- 2002 Jörg Schlaich
- 2005 Berthold Leibinger
- 2008 Bernard Meyer (entrepreneur) (ve: Meyer Werft), para sus contribuciones en shipbuilding[2]
- 2011 Hermann Scholl, Manfred Fuchs
- 2015 Martin Herrenknecht
- 2017 Hasso Plattner, Joachim Milberg
- 2020 Jens Frahm
- 2022  Stefan Hell, Uğur Şahin, Özlem Türeci, Christoph Huber, Katalin Karikó